# Sultan Jahan
Sultan Jahan, nota anche come Kaikhusran Jahan (Bhopal, 9 luglio 1858 – Bhopal, 12 maggio 1930), fu begum di Bhopal dal 1901 al 1926.

## Biografia

### I primi anni
Sultan Jahan (in questo caso Sultan è inteso come nome, non come titolo) nacque a Bhopal, primogenita ed unica figlia sopravvissuta della begum Shah Jahan e di suo marito, il generale Muhammad Khan Bahadur (1823–1867). Nel 1868, venne proclamata principessa ereditaria di Bhopal a seguito della morte di sua nonna, Sikander Begum e l'ascesa di sua madre al trono. Nel 1901, Sultan Jahan succedette a sua madre alla morte di quest'ultima, divenendo behum-nawab di Bhopal.

### Il governo

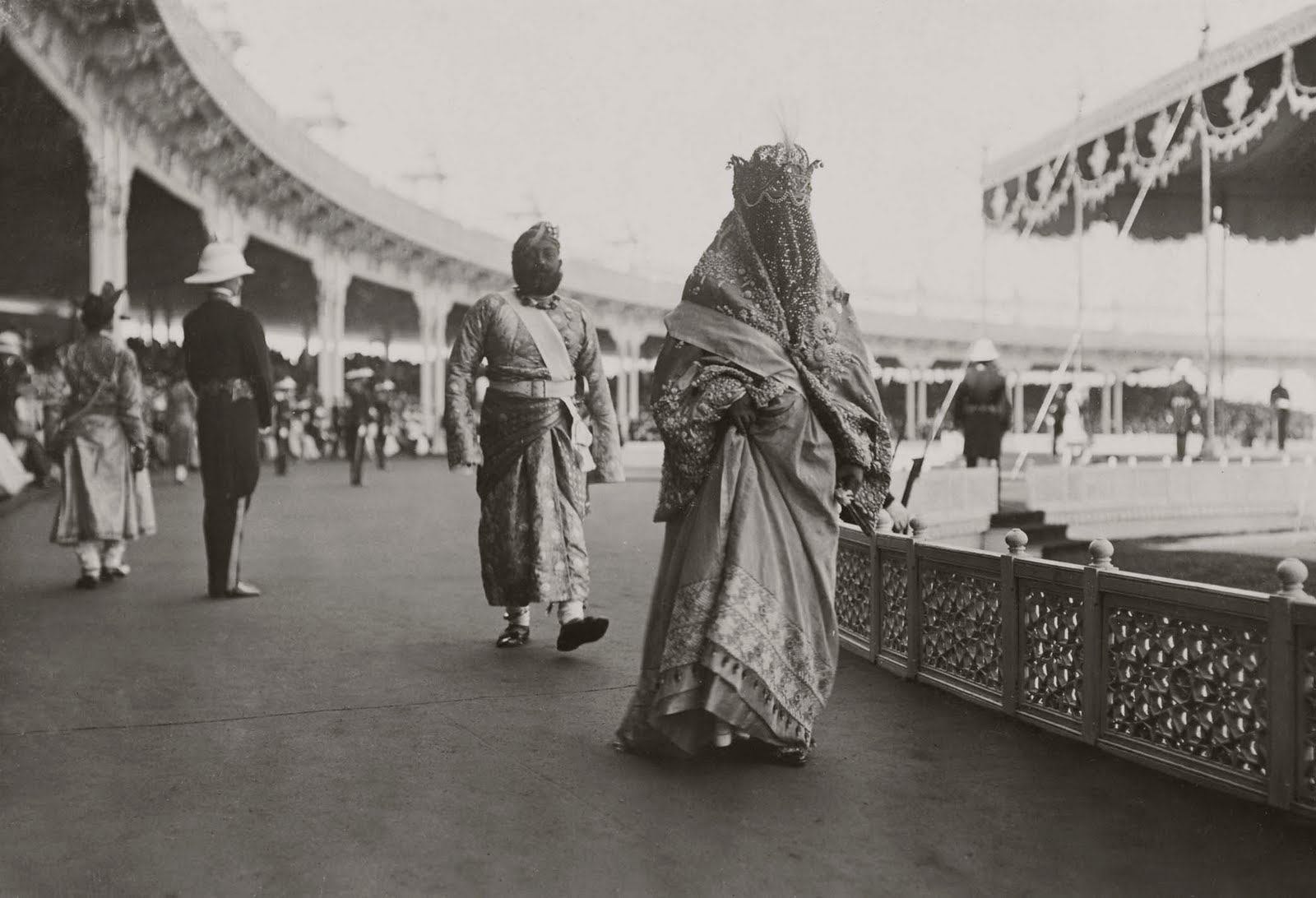
Jahan col figlio secondogenito al Delhi Durbar del 1911

Seguendo gli ideali che erano stati di sua madre e di sua nonna prima di lei, Sultan fu una grande innovatrice della sua epoca, dando vita ad un importante progetto educativo per il suo popolo a Bhopal, stabilendo per prima l'istruzione obbligatoria nella scuola primaria dal 1918. Nel corso del suo regno, si focalizzò largamente anche nell'educazione femminile. Costruì diversi istituti tecnici e scuole ed incrementò anche il numero di insegnanti qualificati nelle scuole. Dal 1920 sino alla sua morte, fu cancelliere e fondatrice dell'Aligarh Muslim University. Sino ad oggi è l'unica donna ad aver ricoperto il ruolo di cancelliere della Aligarh Muslim University.
Tra le altre riforme che Sultan portò avanti spiccarono anche quelle sulla tassazione, sull'esercito, sulla polizia, sulla giustizia e sul mondo delle carceri, espanse l'agricoltura e costruì estesi sistemi d'irrigazione e opere pubbliche a favore dello stato. Stabilì inoltre la fondazione di un consiglio legislativo di stato nel 1922 e diede il via alle prime elezioni aperte per le città del regno.
Nel 1914, divenne presidente della All-India Muslim Ladies' Association. Sultan Jahan fu anche attiva nel campo della sanità pubblica, promuovendo la diffusione dei vaccini e migliorando i rifornimenti d'acqua per migliorare l'igiene ed evitare lo scoppio di pestilenze. Autrice prolifica, scrisse diverse opere sul valore dell'educazione, sulla salute e su altri argomenti, tra cui Hidayat uz-Zaujan, Sabil ul-Jinan, Tandurusti (salute), Bachchon-ki-Parwarish, 
Hidayat Timardari, Maishat-o-Moashirat.
Nel 1926, dopo 25 anni di regno, Sultan Jahan abdicò in favore del suo secondogenito e unico sopravvissuto, Hamidullah Khan. Morì quattro anni più tardi all'età di 71 anni.

## Matrimonio e figli
Il 1 febbraio 1874, Sultan Jahan sposò Ali Jah, Ihtisham ul-Mulk, Nasir ud-Daula, Nawab Ahmad Ali Khan Bahadur, Sultan Dulha Sahib (1854–1902), suo cugino di nono grado, membro della medesima dinastia. La coppia ebbe tre figli due figlie:
- 1. Sahibzadi Bilqis Jahan Muzaffar Begum Sahiba (25 ottobre 1875 – 23 dicembre 1887)
- 2. colonnello Ali Jah, nawab Hafiz Sir Muhammad Nasru'llah Khan Sahib Bahadur, Wali Ahad Bahadur, KCSI (3 dicembre 1876 – 3 settembre 1924). Principe ereditario di Bhopal, maggiore d'esercito dal 1912, promosso colonnello nel 1918. Nominato Capo Conservatore delle Foreste nel 1924, si sposò due volte ed ebbe due figli e una figlia
- 3. maggiore generale Al-Haj Mohsin ul-Mulk, nawab Hafiz Muhammad Ubaidu'llah Khan Sahib Bahadur, CSI (30 novembre 1878 – 24 marzo 1924). Generale di Brigata dell'esercito di Bhopal nel 1905; promosso maggiore generale nel 1918. Capitano dell'esercito nazionale indiano 1909; promosso maggiore nel 1911 e tenente colonnello nel 1921; si sposò ed ebbe quattro figlie una figlia
- 4. Sahibzadi Asif Jahan Begum Sahiba (5 agosto 1880 – 22 luglio 1894)
- 5. Sikander Saulat, Iftikhar ul-Mulk, Al-Haj Nawab Hafiz Muhammad Hamidullah Khan Bahadur (9 settembre 1894 – 4 febbraio 1960). Successore al trono